# Icsirizuka

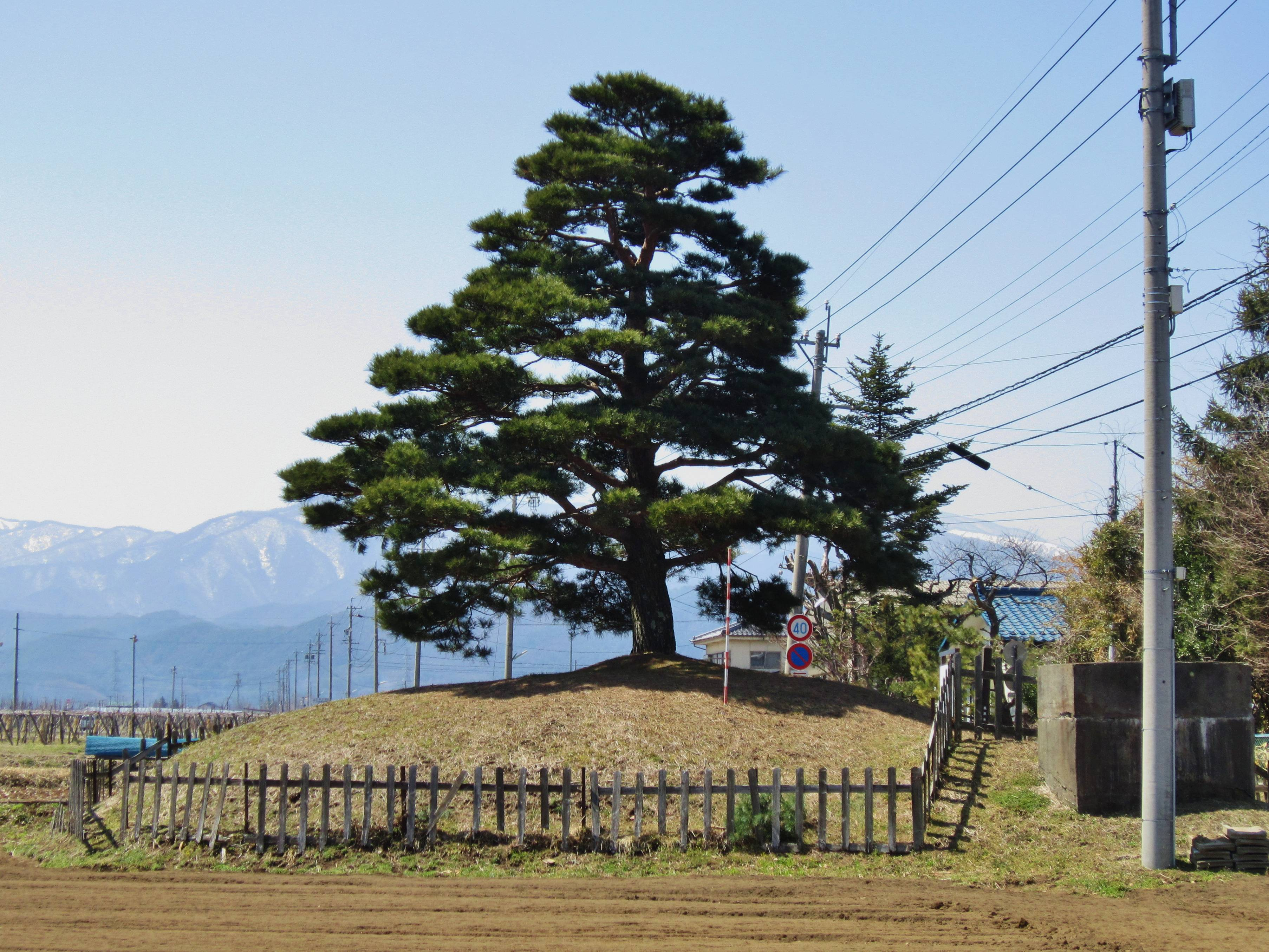
Egy icsirizuka a Nagano prefektúrában található Siodzsiri város területén

Az icsirizukák (japán írással: 一里塚) olyan kis mesterséges halmok Japán egykori főútjai mellett (az utak mindkét oldalán), amelyek a kilométerkőhöz hasonló szerepet töltöttek be. Nevük onnan származik, hogy egymástól éppen egy ri (valamivel kevesebb mint 4 km) távolságra helyezkedtek el: az icsi ri jelentése „egy ri”, míg a cuka (amely a rendaku jelenség miatt szerepel az összetett szóban zuka formában) jelentése „halom”.
A halmok tetejére egy-egy fát szoktak ültetni, leggyakrabban a kínai ostorfa japonicus nevű változatát, de előfordulnak japánciprusok és más fafajok is.
Hasonló halmok már az ókori Kínában is épültek. Úgy tartják, az első japán icsirizukák már Oda Nobunaga és Tojotomi Hidejosi idején megjelentek, de országszerte csak 1604-től, az Edo-korban kezdték őket nagy számban felépíteni három fő út, a tókaidó, a tószandó és a hokurikudó utak mentén. A mértékegységesítési politika alapján létesített halmok célja az utazók kényelmének szolgálata (a fák árnyéka például kellemes pihenőhely volt) mellett az is volt, hogy a viteldíjak következetesen legyenek kiszámíthatók.
A régi icsirizukák az utak nyomvonalának megváltoztatása után is a helyükön maradtak, de elhanyagolták őket, ezért a modern korra már igen rossz állapotba kerültek. A Meidzsi-restauráció után ráadásul az állami tulajdonú földeket privatizálták, az utakat pedig sokhelyütt bővítették, így számos útjelző halom megsemmisült. Bár például az 1840-es évek végén a tókaidó út mentén, Kiotó és Tokió (Sinagava) között még 104 létezett belőlük, mára már számuk jelentősen lecsökkent. A megmaradt icsirizukákat japán nemzeti történelmi emlékhellyé nyilvánították.

## Képek

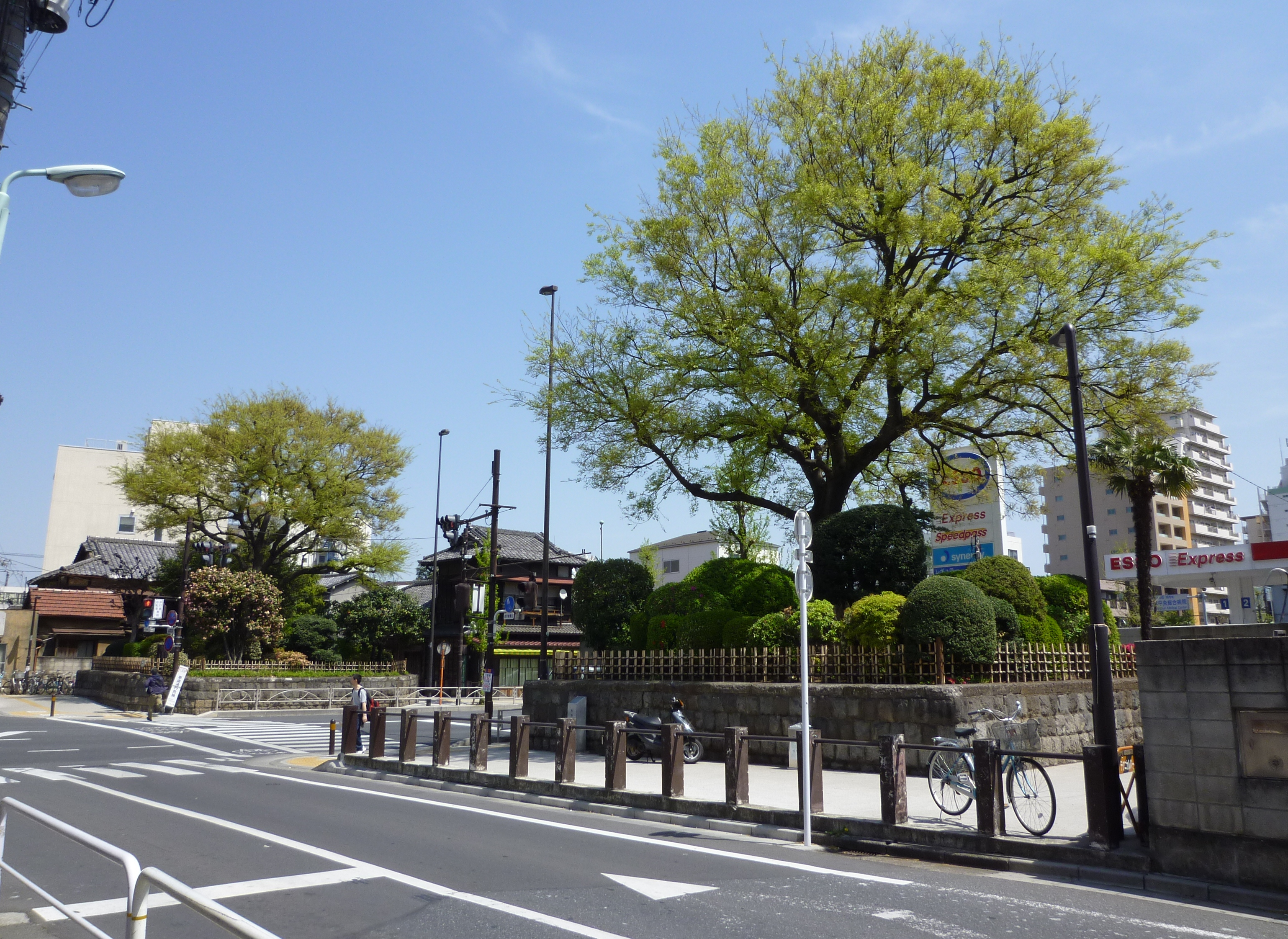
Icsirizuka Tokió Itabasi, azon belül Simura városrészében
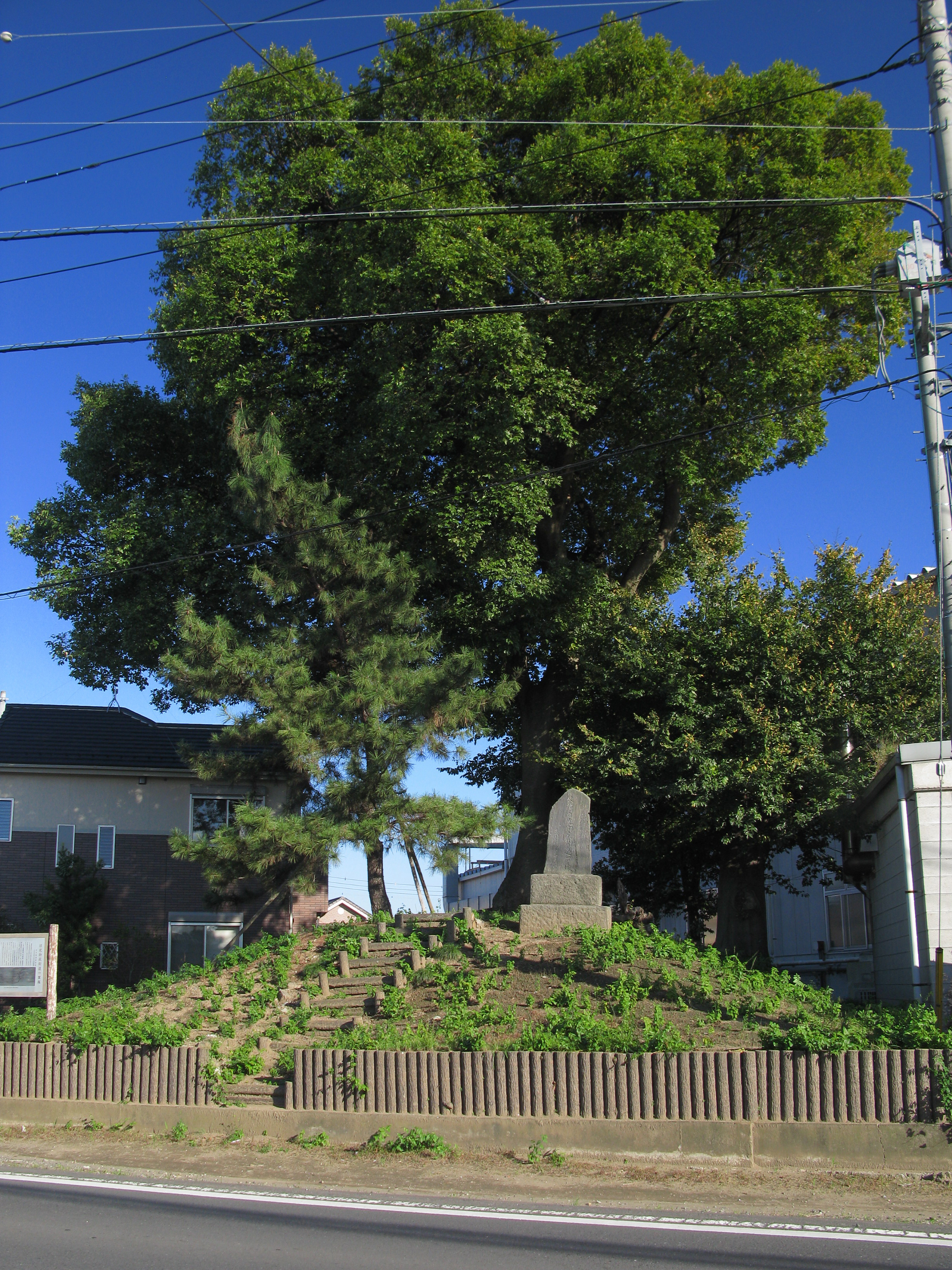
Egy példány Szugito határán (Szaitama prefektúra)
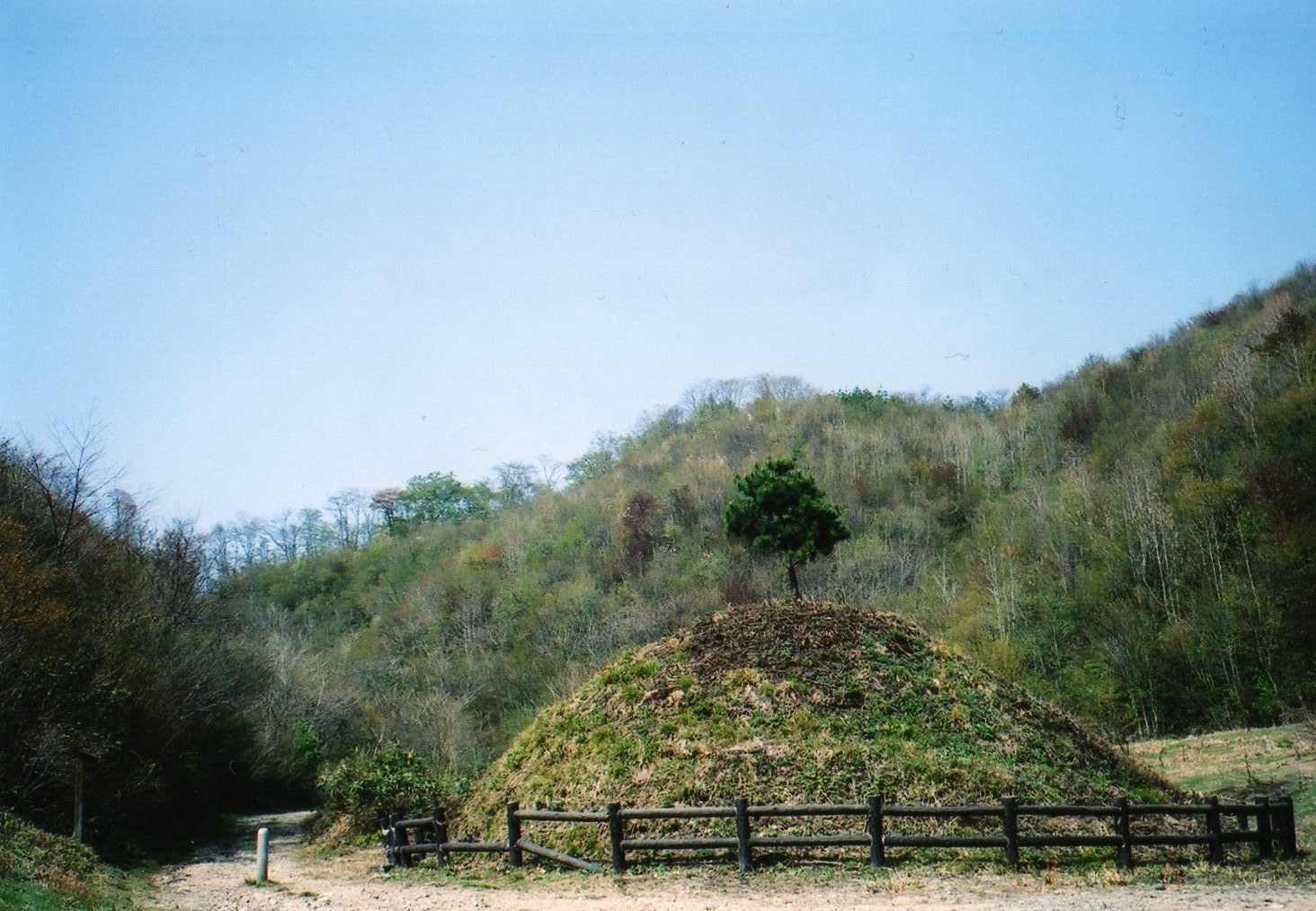
Egy halom a simocuke kaidó út mellett
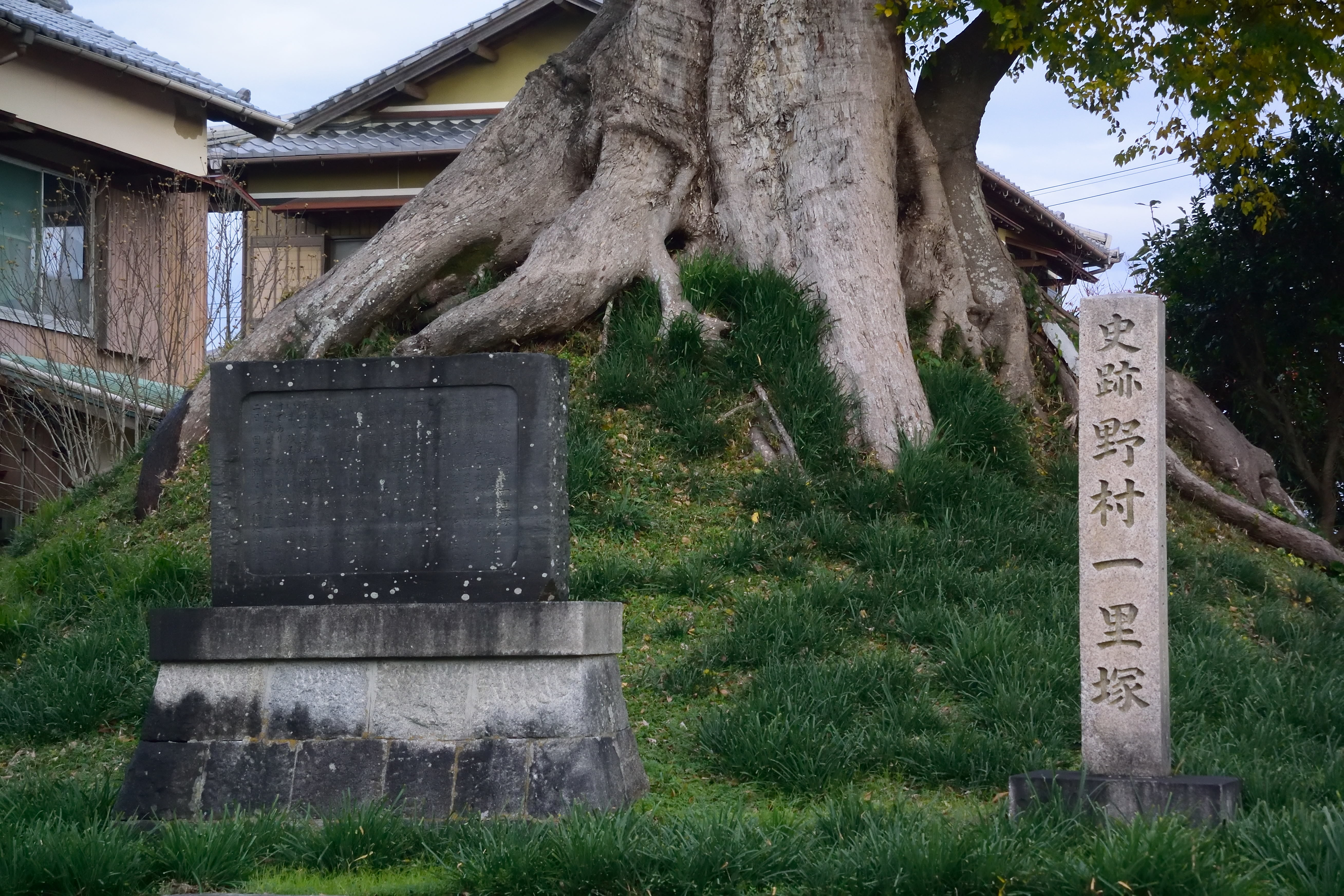
Hatalmas fa gyökereivel borított icsirizuka Kamejamában (Mie prefektúra)